# Jimmy Carr
James Anthony Patrick "Jimmy" Carr (nascido em 15 de Setembro de 1972) é um comediante britânico e irlandês conhecido por seu humor negro e inexpressivo. Ele é também um escritor, ator e apresentador de rádio e televisão.
Carr mudou-se para uma carreira na comédia em 2000. Depois de se estabelecer como um comediante stand-up, Carr começou a participar de uma série de shows do Channel 4, principalmente como o anfitrião do show 8 out of 10 Cats.

## Infância
Carr tem dupla cidadania, irlandesa e britânica por ter nascido em Isleworth, à oeste de Londres e ter pais de origem irlandesa: Jim (nascido em março de 1945), um católico romano, e Nora (nascida em 19 de setembro de 1943), que morreu de pancreatite aos 57 anos de idade, ambos nascidos em Limerick. Seus pais se casaram em 1970 e se separaram em 1994, apesar de que nunca se divorciaram. Seu pai se casa com Natasha em 2003.
Carr tem um irmão mais velho, Colin, e um mais novo, Patrick. Ele frequentou a escolas Burnham Grammar School e Royal Grammar School, High Wycombe, junto do jogador de rugby Matt Dawson, antes de ganhar um lugar na Gonville and Caius College, Cambridge, onde ele se formou em Ciências Políticas. Carr era um executivo de marketing da Shell Oil Company no fim dos anos 1990.

## Carreira

### Televisão
Enquanto trabalhava na JC Produções com o seu pai, Carr fez seu primeiro episódio piloto/curta-metragem nos Estúdios Pinewood estrelando Craig Charles, Roy Dotrice e ele mesmo. O pseudo-documentário The Colour of Funny era essencialmente um projeto de vaidade para Carr.

#### Apresentador
Carr tem apresentado os programas Distraction e Your Face or Mine? do Channel 4. Ele também apresentou as séries 100 mais do Channel 4: 100 Piores Álbuns Pops, 100 Piores Britânicos, 100 Melhores Personagens de Desenhos Animado, As 100 pessoas que mais se parecem com Jimmy Carr e 100 Momentos Arrepiantes. Carr também apresentou uma série do Commercial Breakdown.
De 2004 à 2006, Carr organizou uma versão estadunidense de Distraction para o Comedy Central. Em 2006, Carr foi nomeado para o prêmio Rosa de Ouro pelo melhor game show já produzido. Carr apresenta o Big Fat Quiz of the Year no Channel 4, tendo apresentado os primeiros 5 shows em cada dezembro (2005-2009). Ele atualmente apresenta o quiz show 8 out of 10 Cats. Em abril de 2010, Carr sediou a primeira versão britânica de um show de roast comedy no Channel 4, chamado de A Comedy Roast.

#### Escritor
Carr é também um escritor, bem como intérprete, escrevendo os créditos de programas como Bo' Selecta (Channel 4), Meet Ricky Gervais (Channel 4) e materiais para Lily Savage e Frank Skinner.

#### Aparições
Carr foi um apresentador convidado para uma edição de Have I Got News For You; mais tarde ele se juntou ao time de Ian Histop na edição do programa exibido pela primeira vez em 23 de novembro de 2007, presidido por Ann Widdecombe com quem ele "flertou" chocantemente. Widdecombe depois prometeu nunca mais aparecer no Have I Got News For You.
Carr apareceu no programa Never Mind The Buzzcocks duas vezes, bem como no QI multiplas vezes.
Durante uma aparição como convidado no show automobilistico BBC Top Gear, Carr estabeleceu um novo recorde de celebridades em pista de testes no Star in a Reasonably Priced Car. Ele foi descrito como "o pior motorista que já tivemos" e "o homem mais sortudo vivo" pelo The Stig, test driver do Top Gear. Ele reapareceu no Top Gear em Maio de 2006 colocado na última marca do Reasonably Priced Car, com o menor tempo de todos (devido ao fato de que ele girou para fora em sua volta cronometrada). Carr também organizou os destaques de edição do programa.
Nos Estados Unidos, Carr apareceu no Late Night with Conan O'Brien duas vezes e no The Tonight Show with Jay Leno três vezes. Carr também apareceu no show de comédia The Panel.
Em 2003, Carr participou de um vídeo musical para a música Proper Crimbo.
Carr apareceu nos créditos finais do DVD "Randomist" de Ross Noble, onde ele empurra Noble de volta para o caminho de seu camarim. Noble fez piadas com Carr pelo fato de Carr ter feito somente 1 hora e 20 minutos de show, enquanto Noble fez 2 horas e meia. Carr também pode ser visto por alguns segundos na audiência do show ao vivo de Dara Ó Briain
Em Janeiro de 2008, Carr apareceu no programa do canal E4 "Big Brother Celebrity Hijack" como o sequestrador do dia.
Carr também apareceu no Royal Variety Performance em Dezembro de 2008.

### Rádio
Carr é um convidado regular e entrevistador no Loose Ends (BBC Radio 4) e no The Fred MacAulay Show (BBC Radio Scotland). Em Janeiro de 2005, Carr apresentou 'It's Been a Terrible Year' — uma revisão de comédia de 2004, no BBC Radio 2. Até julho de 2006, ele tinha um programa de rádio domingo de manhã na XFM, com o comediante Iain Morris. O show teve uma forte ênfase no humor escatológico.
Participações de popularidade variada:
- Goth Classics — Item que durou cerca de quatro semanas onde a faixa de The Sisters of Mercy 'This Corrosion' foi tocada duas vezes.
- Now That's What I Call A Jukebox — Item que durou muito tempo inventado por Iain Morris onde um número de músicas são seleciodadas de um ámbum de "Now That's What I Call Music", e são colocadas em uma votação. A música com mais votos é tocada.
- The Songs You Should Like And The Songs You Do Like (But You Like The Song You Should Like As Well) — Este item consiste em tocar em sequência uma música boa, porém, subestimada ou negligenciada (A primeira foi 'Touch Sensitive' de The Fall) e um prazer culpado (Liberty X's 'Just A Little Bit' em seguimento) Em 9 de Julho de 2006, o item foi renomeado 'A Song to Patronise, A Song To Sanitise.' Tradicionalmente, itens são realiados com pouco profissionalismo, provavelmente para combinar com o resto o conteúdo do show.

Em Janeiro de 2006, Carr fez uma piada no "Radio 4's Loose Ends", implicando que a mulher de Gypsy cheirava mal. Apesar da BBC ter emitido um pedido de deculpas, Carr recusou, e continuou usando suas piadas durante seus atos.
Carr é um convidado regular no "The Chris Moyles Show" na BBC Radio 1. Recentemente, sua voz pode ser ouvida nos anúncios de "Lloyds TSB".
Carr apareceu em 2 episodios das séries de rádio "Flight Of The Conchords" em 2005.
Ele foi convidado no programa "Christian O' Connell breakfast show" na Absolute Radio em 20 dde Novembro de 2008.
Em 22 de Janeiro de 2009, ele substituiu o programa "Zane Lowe's evening show" na BBC Radio 1 entre 19:00 e 21:00.

### Comédia Stand-up
Carr faz turnês de stand-up continuamente durante o ano, com uma pausa de apenas cinco semanas entre eles. Em 2003 ele vendeu um mês inteiro de apresentações de seu show Charm Offensive no Festival de Edimburgo no segundo dia do festival, e recebeu avaliações de 5 estrelas de quatro grandes jornais. Em 2004 ele apresentou shows de bilheteria esgotada nos festivais Dublin's Vicar Street, Leicester's Comedy Festival, Glasgow Festival, Kilkenny Cat Laughs e no Galway Festival junto com aparições no The Bloomsbury Theatre onde ele filmou seu primeiro DVD ao vivo.
Também em 2004 ele ameaçou processar seu parceiro Jim Davidson por usar uma piada que Carr considerava "dele". O assunto foi descartado quando ficou aparente que a piada em questão era velha e já foi usada por décadas por vários outros comediantes. Ele viajou pelo país com seu show, A Public Display of Affection, começando em 9 de Abril de 2005 no Teatro Gulbenkian em Canterbury e terminando em 14 de Janeiro de 2006 no Teatro Gielgud em Londres. Ele também apareceu no EICC durante o Festival de Edimburgo em Agosto de 2005 com seu show chamado Off The Telly. Posteriormente no mesmo ano, no fim de Novembro, ele lançou seu segundo DVD, "Jimmy Carr: Stand Up".
Em Agosto de 2006, ele começou uma nova turnê, Gag Reflex, na qual ganhou o British Comedy Award por "Melhor Stand-up Ao Vivo" em 2006.  Ele lançou seu terceiro DVD, Jimmy Carr: Comedian em Novembro de 2007. Ele também se apresentou no festival Just for Laughs de 2006 em Montreal, além de fazer uma visita ao Newbury Comedy Festival. Em 2003, ele foi listado no The Observer como um dos 50 humoristas britânicos mais engraçados. Em 2007, uma votação do site do Channel 4 para os 100 melhores Stand-ups, Jimmy Carr foi o 12º colocado. Uma turnê nacional começou no Outono de 2007, chamada Repeat Offender, a qual começava no Festival de Edimburgo do mesmo ano. No Outono de 2008, Carr começou a turnê de seu novo show, intitulada Joke Technician. Assim como suas turnês anteriores, ele apresentou vários shows no Festival de Edimburgo, até adicionando novas datas devido à demanda de ingressos.
Em Abril de 2009, as datas da turnê de 2009/10 de Carr, intitulado Rapier Wit, foi anunciado. A turnê começou em 20 de Agosto de 2009 com 9 shows no Festival de Edimburgo antes de se apresentar pela cidade.
No Twitter, Carr revelou detalhes de seu novo DVD intitulado Jimmy Carr: Telling Jokes. O DVD foi lançado em 2 de Novembro de 2009.
Em Julho de 2009, Carr revelou que ele estava, no momento, em turnê com a banda de Las Vegas, The Killers. O líder da banda, Brandon Flowers, explicou que isso fazia parte de sua visão para os shows de sua banda se tornarem um espetáculo mais parecido com os de Las Vegas. Flowers, que cresceu em Vegas, disse: “Nós já nos encontramos com Jimmy antes, numa apresentação no Comic Relief, então nos encontramos de novo numa festa algumas semanas depois. “Nós só estávamos tendo algumas ideias e ter um comediante como parte do show pareceu uma coisa mais "Las Vegas" a se fazer — era comum nos Anos 60 e 70 – “Jimmy pareceu gostar da ideia então resolvemos tentar.”
O sexto DVD ao vivo de Carr, Jimmy Carr: Making People Laugh, foi lançado em 8 de Novembro de 2010.
A turnê de Carr de 2010/11, intitulada Laughter Therapy, foi anunciada em 8 de Abril de 2010. A turnê começou com uma passagem pelo Festival de Edimburgo antes de se apresentar pela cidade.

### Second Life
Em 21 de Dezembro de 2006, Carr anunciou planos para se tornar o primeiro comediante a se apresentar no mundo de realidade virtual Second Life. Isso foi confirmado em sua página do MySpace em 03 de Janeiro de 2007, e uma competição lançada para escolher uma audiência seletiva a partir de sua lista de amigos.
O Second Life de Carr aconteceu em 03 de Fevereiro de 2007 às 19:00, no Bar Adam Street e no Members Club na central de Londres. Cinquenta amigos do MySpace criaram a audiência ao vivo, com 100 participantes virtuais no Second Life em si. O show foi apreciado por ambos os conjuntos de audiências, com excelentes comentários tanto em seu perfil do MySpace quanto no Second Life.
Carr insinuou a mostrar que ele pode realizar shows futuros no Second Life.
Em Março de 2007, Laura Jackson do Guinness Book of World Records confirmou que Carr obteve o recorde mundial por ser o primeiro comediante no cyberespaço, na sequência de seu show no Second Life [carece de fontes?]

### Livros
Em 02 de Novembro de 2006, Carr, junto a sua amiga publicitária e escritora de comédia, Lucy Greeves, lançou um livro chamado The Naked Jape (A versão Americana, re-intitulada Only Joking, foi lançado no dia 21 de Setembro de 2006), uma discussão sobre a arte e a história da piada. Incluindo uma seleção das melhores 400 piadas já contadas.

## Crítica
Detratores do humor de Carr incluem Ann Widdecombe, que — segundo uma participação com ele no panel show Have I Got News For You do canal BBC One — escreveu no jornal Daily Express que "Sua ideia de inteligência é uma enxurrada de sujeira e o tipo de humor que maioria dos homens gostam na adolescência".
O comediante veterano Arthur Smith citou no Sunday Mirror em 2005 dizendo "Ele tem uma atuação terrível. Disse isso e já me sinto melhor". Smith passou a criticar Carr em outras ocasiões. Em uma entrevista com "The Times" em 2009 ele disse: "Ele (Carr) faz piadas como pequenos relógios. Ele não tem interesse no contexto ou significado, só se interessa que isso cause uma explosão de risadas. Eu quero que um comediante tenha um interior. Os melhores comediantes tem interesse em jazz, poesia, e o mundo".
Em Outubro de 2009, Carr recebeu críticas de vários jornais de tabloides de Domingo por causa de uma piada que ele fez sobre os soldados britânicos que perderam membros do corpo em guerra no Iraque e no Afeganistão. Os jornais em si foram criticados por falsa alegação de que o público reagiu com um silêncio atordoado quando a piada foi dita. Carr defendeu a piada como "totalmente aceitável" em uma entrevista comThe Guardian, na qual o entrevistador notou suas tendências a fazer piadas sobre deficiência e estupro. Carr descreveu sua entrevista com o jornalista do Guardian, Stephen Moss", na sessão G2 do jornal, na sua conta do Twitter como "vendendo meu DVD para a elite liberal".

## Vida pessoal
Carr atualmente (em Dezembro de 2008) mora no norte de Londres com sua namorada, Karoline Copping, uma editora de comissionamento para o canal Five, que está com ele desde 2001.
Durante uma aparição no programa da BBC Would I Lie to You? (Series 1, Episode 3), Jimmy Carr revelou que ele tinha sido um cristão até meados de seus vinte e poucos anos, e permaneceu virgem até os seus 26 anos de idade devido à sua fé. Carr tornou-se ciente dos escritos de Richard Dawkins e renunciou à sua religião, tornando-se um ateu. Ele afirmou que sentiu o desejo das pessoas com religião limitada de viver suas próprias vidas.
Em Março de 2004, o pai de Carr, Jim, um milionário, foi preso pela Polícia Metropolitana após Jimmy Carr e seu irmão Colin terem o acusado de perseguição. O pai foi mais tarde absolvido de todas as acusações e atribuiu os custos do Tribunal. Sua absolvição foi seguido por um pedido de desculpas por escrito do CPS (Crown Prosecution Service). Mais tarde, a Polícia Metropolitana também se desculpou e pagou pelos danos substanciais em um acordo fora do tribunal por prisão falsa e acusação falsa.

## Premiações
- LAFTA Awards 2008: Melhor Stand Up
- LAFTA Awards 2007: Homem Mais Engraçado
- British Comedy Awards 2006 – Melhor Stand Up Ao Vivo
- Rose D'Or Nomination 2006: Melhor Game Show, Distraction
- LAFTA Awards 2005: Homem Mais Engraçado
- Rose D'Or Nomination 2004: Melhor Apresentador, Distraction
- Loaded Lafta Award 2004 – Melhor Stand Up
- Royal Television Society Award Winner: Melhor Novato das Telas 2003
- Perrier Award Nominee: 2002
- Time Out Award Winner: Melhor Stand Up Comedy 2002

## Trabalhos

### Turnês
| Título                        | Anos      |
| ----------------------------- | --------- |
| Charm Offensive               | 2003–2004 |
| A Public Display of Affection | 2004–2006 |
| Gag Reflex                    | 2006–2007 |
| Repeat Offender               | 2007–2008 |
| Joke Technician               | 2008–2009 |
| Rapier Wit                    | 2009–2010 |
| Laughter Therapy              | 2010–2011 |
| Gagging Order                 | 2012–2013 |
| Funny Business                | 2014–2015 |

### DVDs lançados
| Título           | Lançamento             | Notas                                  |
| ---------------- | ---------------------- | -------------------------------------- |
| Live             | 08 de Novembro de 2004 | Ao vivo no London's Bloomsbury Theatre |
| Stand Up         | 07 de Novembro de 2005 | Ao vivo no London's Bloomsbury Theatre |
| Comedian         | 05 de Novembro de 2007 | Ao vivo no London's Bloomsbury Theatre |
| In Concert       | 03 de Novembro de 2008 | Ao vivo no London's Bloomsbury Theatre |
| Telling Jokes    | 02 de Novembro de 2009 | Ao vivo no London's Bloomsbury Theatre |
| Laughter Therapy | 08 de Novembro de 2010 | Ao vivo no Glasgow's Clyde Auditorium  |

### Filmografia
| Ano  | Filme                            | Papel                  |
| ---- | -------------------------------- | ---------------------- |
| 2006 | Alien Autopsy                    | Gerente do Gary        |
| 2006 | Confetti                         | Antony                 |
| 2006 | Stormbreaker                     | John Crawford          |
| 2007 | I Want Candy                     | Cara da loja de videos |
| 2009 | Telstar                          | Cavalheiro             |
| 2016 | The Comedian's Guide to Survival | Ele mesmo              |

### Livros
| Título                                                 | Ano  |
| ------------------------------------------------------ | ---- |
| The Naked Jape: Uncovering The Hidden World Of Jokes   | 2006 |
| Only Joking: What's So Funny About Making People Laugh | 2006 |